# Référendum irlandais de 2008 sur le traité de Lisbonne
Le référendum constitutionnel irlandais, tenu le 12 juin 2008, avait pour objet la ratification du traité de Lisbonne. Celui-ci a été rejeté par 53,4 % des voix contre 46,6 %. 
Techniquement le référendum portait sur le vingt-huitième amendement à la Constitution, projet de loi déposé par le Gouvernement irlandais en 2008 destiné à amender la Constitution de l'Irlande dans le but de pouvoir ratifier le Traité de Lisbonne relatif aux institutions de l'Union européenne.

## Prémices
Une décision de la Cour suprême d’Irlande établit que la ratification par l'Irlande de tout amendement aux traités de l’Union européenne requiert l’amendement de la Constitution d'Irlande. En Irlande tout amendement à la Constitution requiert l’approbation populaire par référendum.
Un référendum sur le Traité établissant une constitution pour l'Europe de l’Union européenne était prévu pour 2005 ou 2006. Il fut annulé après le rejet de celui-ci par la France et les Pays-Bas. Ce traité a été longuement renégocié avant une signature à Lisbonne par les différents pays européens. 
L’Irlande est le seul pays de l’Union à ratifier le traité sur la base d'un référendum populaire. Tous les gouvernements des autres pays ont opté pour une ratification par l’intermédiaire de leur parlement national. Ce vote est donc une partie de la ratification du Traité de Lisbonne, qui requiert un accord de tous les pays membres puis une ratification par le Parlement européen.
Le Traité de Nice avait été ratifié par l’Irlande lors d’un deuxième référendum en 2002 après une première consultation rejetée de justesse en 2001.

## 28eamendementà la constitution irlandaise
Le Traité a été signé le 13 décembre 2007 à Lisbonne, capitale du Portugal. 
Le 26 février 2008, le gouvernement irlandais approuve le texte modifiant les changements dans la Constitution. Le vingt-huitième amendement à la constitution, 2008 (Twenty-eighth Amendment of the Constitution Bill, 2008) est publié le 6 mars. 
Cet amendement permet la ratification du Traité de Lisbonne, mais aussi :
- interdit la participation irlandaise à la politique de sécurité et de défense commune.
- permet à l’Irlande (à l’instar du Royaume-Uni) de choisir de ne pas participer aux changements issus de décisions votées à la majorité qualifiée dans les secteurs des affaires de police et de justice.

## Derniers sondages, contradictoires
Une semaine avant le référendum, les derniers sondages (7 juin) donnaient une légère avance du « oui », après un sondage donnant le « non » gagnant : une avance de trois points aux partisans du « oui » avec 42 % des intentions de vote contre 39 % pour le « non ». C'était le dernier sondage à pouvoir être publié. Mais une forte indécision demeurait.
Simplement le « oui » l’emportait désormais dans le monde agricole, depuis que la plus importante association d’agriculteurs (85 000 membres), ainsi que l’association des producteurs de lait (40 000 adhérents) avaient appelé cette semaine à voter « oui ».
Ceci après qu'une étude de l’institut TNS/mrbi publiée vendredi 6 juin donnait les partisans du « non » devant ceux du « oui » avec 35 % contre 30 % ; 28 % restant indécis.

## Résultats

### Résultats officiels, carte des circonscriptions

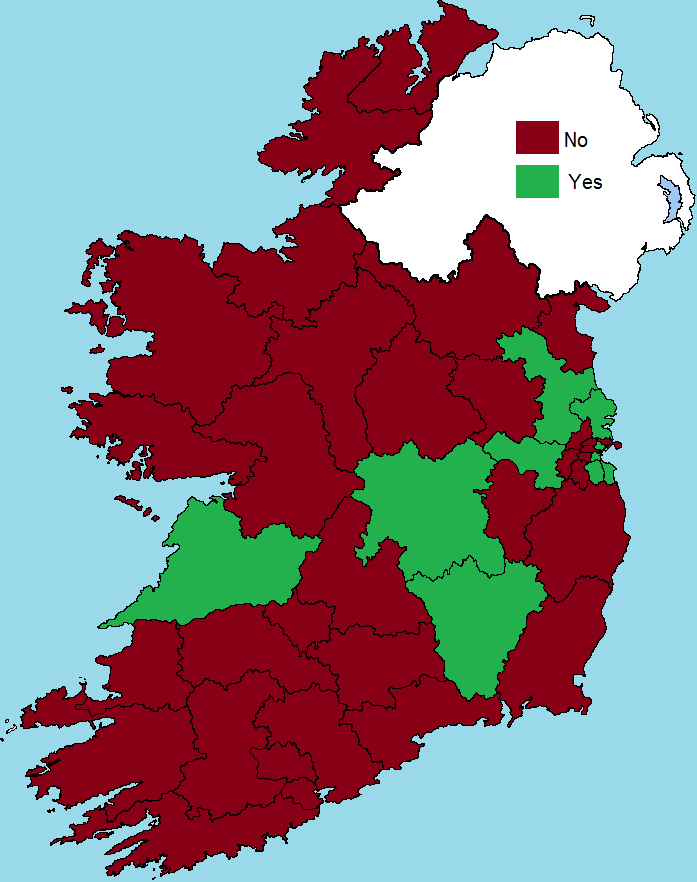
Résultats par circonscription
Circonscriptions ayant voté majoritairement « non »
Circonscriptions ayant voté majoritairement « oui »

Sur la base des résultats définitifs de 43 circonscriptions :
| Participation  | Participation  | Nombre    | Pourcentage         |
| -------------- | -------------- | --------- | ------------------- |
| Inscrits       | Inscrits       | 3 051 278 | —                   |
| Abstention     | Abstention     | 1 430 241 | 46,9 % des inscrits |
| Votants        | Votants        | 1 621 037 | 53,1 % des inscrits |
| Blancs ou nuls | Blancs ou nuls | 6 171     | 0,4 % des votants   |
| Exprimés       | Exprimés       | 1 614 866 | 99,6 % des votants  |
|                | Pour           | 752 451   | 46,6 % des exprimés |
|                | Contre         | 862 415   | 53,4 % des exprimés |

### Analyse du vote
Une semaine après le vote, le rapport (en anglais) relatif à Eurobaromètre réalisé quelques heures après le vote fut publié, donnant les raisons du « oui », du « non » et de l’abstention.

### Résultats détaillés
| Circonscription | Circonscription           | Inscrits  | Exprimés  | Exprimés | Oui     | Oui    | Non     | Non    | Blancs ou nuls |
| Circonscription | Circonscription           | Inscrits  | Votes     | %        |         |        |         |        | Blancs ou nuls |
| Circonscription | Circonscription           | Inscrits  | Votes     | %        | Voix    | %      | Voix    | %      | Blancs ou nuls |
| --------------- | ------------------------- | --------- | --------- | -------- | ------- | ------ | ------- | ------ | -------------- |
|                 | Carlow - Kilkenny         | 103 397   | 52 644    | 50,9 %   | 26 210  | 50,0 % | 26 206  | 50,0 % | 228            |
|                 | Cavan - Monaghan          | 92 920    | 49 649    | 53,4 %   | 22 346  | 45,2 % | 27 113  | 54,8 % | 190            |
|                 | Clare                     | 77 398    | 40 617    | 52,5 %   | 20 982  | 51,8 % | 19 490  | 48,2 % | 145            |
|                 | Cork East                 | 83 850    | 42 398    | 50,6 %   | 18 177  | 43,0 % | 24 052  | 57,2 % | 169            |
|                 | Cork North Central        | 65 738    | 35 120    | 53,4 %   | 12 440  | 35,6 % | 22 546  | 64,4 % | 134            |
|                 | Cork North West           | 63 574    | 35 358    | 55,6 %   | 16 253  | 46,1 % | 18 991  | 53,9 % | 114            |
|                 | Cork South Central        | 89 844    | 49 455    | 55,0 %   | 22 112  | 44,9 % | 27 166  | 55,1 % | 177            |
|                 | Cork South West           | 58 225    | 32 184    | 55,3 %   | 14 235  | 44,4 % | 17 806  | 55,6 % | 143            |
|                 | Donegal - North East      | 56 195    | 25 654    | 45,7 %   | 9 006   | 35,3 % | 16 504  | 64,7 % | 144            |
|                 | Donegal - South West      | 60 079    | 27 946    | 46,5 %   | 10 174  | 36,6 % | 17 659  | 63,4 % | 113            |
|                 | Dublin Central            | 57 864    | 28 265    | 48,8 %   | 12 328  | 43,8 % | 15 816  | 56,2 % | 121            |
|                 | Dublin Mid-West           | 61 622    | 31 833    | 51,7 %   | 12 577  | 39,6 % | 19 182  | 60,4 % | 74             |
|                 | Dublin North              | 81 550    | 45 077    | 55,3 %   | 22 696  | 50,6 % | 22 194  | 49,4 % | 187            |
|                 | Dublin North-Central      | 51 156    | 31 245    | 61,1 %   | 15 772  | 50,6 % | 15 396  | 49,4 % | 77             |
|                 | Dublin North-East         | 52 432    | 29 991    | 57,2 %   | 12 917  | 43,2 % | 16 973  | 56,8 % | 101            |
|                 | Dublin North-West         | 49 893    | 26 394    | 52,9 %   | 9 576   | 36,4 % | 16 749  | 63,6 % | 69             |
|                 | Dublin South              | 87 855    | 51 342    | 58,4 %   | 32 190  | 62,9 % | 19 005  | 37,1 % | 147            |
|                 | Dublin South West         | 267 499   | 36 181    | 53,6 %   | 12 601  | 34,9 % | 23 456  | 65,1 % | 124            |
|                 | Dublin South-Central      | 81 743    | 42 170    | 51,6 %   | 16 410  | 39,0 % | 25 624  | 61,0 % | 136            |
|                 | Dublin South-East         | 56 202    | 27 871    | 49,6 %   | 17 111  | 61,7 % | 10 644  | 38,3 % | 116            |
|                 | Dublin West               | 52 173    | 28 421    | 54,5 %   | 13 573  | 47,9 % | 14 754  | 52,1 % | 94             |
|                 | Dun Laoghaire             | 84 710    | 49 810    | 58,8 %   | 31 524  | 63,5 % | 18 149  | 36,5 % | 137            |
|                 | Galway East               | 80 569    | 40 124    | 49,8 %   | 18 728  | 46,9 % | 21 230  | 53,1 % | 166            |
|                 | Galway West               | 85 642    | 42 844    | 50,0 %   | 19 643  | 46,1 % | 23 011  | 53,9 % | 190            |
|                 | Kerry North               | 54 787    | 28 120    | 51,3 %   | 11 306  | 40,4 % | 16 702  | 59,6 % | 112            |
|                 | Kerry South               | 51 338    | 27 257    | 53,1 %   | 11 569  | 42,6 % | 15 571  | 57,4 % | 117            |
|                 | Kildare North             | 71 429    | 36 815    | 51,5 %   | 20 045  | 54,6 % | 16 653  | 45,4 % | 117            |
|                 | Kildare South             | 57 145    | 27 858    | 48,7 %   | 13 470  | 48,5 % | 14 308  | 51,5 % | 80             |
|                 | Laois - Offaly            | 105 053   | 56 992    | 54,3 %   | 31 786  | 56,0 % | 24 963  | 44,0 % | 243            |
|                 | Limerick East             | 76 735    | 39 444    | 51,4 %   | 18 085  | 46,0 % | 21 191  | 54,0 % | 168            |
|                 | Limerick West             | 57 847    | 29 958    | 51,8 %   | 13 318  | 44,6 % | 16 511  | 55,4 % | 129            |
|                 | Longford - West Meath     | 81 834    | 42 065    | 51,4 %   | 19 371  | 46,3 % | 22 502  | 53,7 % | 192            |
|                 | Louth                     | 83 458    | 44 565    | 53,4 %   | 18 586  | 41,9 % | 25 811  | 58,1 % | 168            |
|                 | Mayo                      | 95 250    | 48 822    | 51,3 %   | 18 624  | 38,3 % | 30 001  | 61,7 % | 197            |
|                 | Meath East                | 67 415    | 34 148    | 50,7 %   | 17 340  | 50,9 % | 16 703  | 49,1 % | 105            |
|                 | Meath West                | 62 816    | 32 589    | 51,9 %   | 14 442  | 44,5 % | 18 028  | 55,5 % | 119            |
|                 | Roscommon - South Leitrim | 59 728    | 33 962    | 56,9 %   | 15 429  | 45,6 % | 18 402  | 54,4 % | 131            |
|                 | Sligo - North Leitrim     | 55 591    | 29 228    | 52,6 %   | 12 602  | 43,3 % | 16 496  | 56,7 % | 130            |
|                 | Tipperary North           | 55 941    | 32 750    | 58,5 %   | 16 235  | 49,8 % | 16 367  | 50,2 % | 148            |
|                 | Tipperary South           | 53 687    | 29 756    | 55,4 %   | 13 853  | 46,8 % | 15 755  | 53,2 % | 148            |
|                 | Waterford                 | 72 052    | 38 474    | 53,4 %   | 17 502  | 45,7 % | 20 812  | 54,3 % | 160            |
|                 | Wexford                   | 101 124   | 53 369    | 52,8 %   | 23 371  | 44,0 % | 29 793  | 56,0 % | 205            |
|                 | Wicklow                   | 85 918    | 52 272    | 60,8 %   | 25 936  | 49,8 % | 26 130  | 50,2 % | 206            |
| Total           | Total                     | 3 051 278 | 1 621 037 | 53,1 %   | 752 451 | 46,6 % | 862 415 | 53,4 % | 6 171          |

## Réaction
Le président du Conseil des ministres polonais Donald Tusk a déclaré : « Le référendum en Irlande ne disqualifie pas le traité de Lisbonne. L’Europe trouvera un moyen de le faire entrer en vigueur ».
Le président du gouvernement espagnol José Luis Rodríguez Zapatero : « Il n’est pas possible que l’Irlande, avec tout le respect pour son choix démocratique, puisse stopper un projet aussi nécessaire ».

## Compléments